# Newcastle Falcons (Basketball)
Die Newcastle Falcons waren eine professionelle Basketball-Mannschaft der australasischen National Basketball League (NBL) aus der im australischen Bundesstaat New South Wales gelegenen Stadt Newcastle. Das Team entstand vor der Premierensaison 1979 und gehörte zu den Gründungsmitgliedern der NBL. Nach der Saison 1998/99 löste sich das Team auf.

## Erfolge
- Playoff-Teilnahmen (6): 1983, 1984, 1985, 1988, 1993, 1995

## Saisonbilanzen
- Meister der NBL
- Vizemeister der NBL

| Saison  | Platz | Spiele | Siege | Niederlagen | Siegquote in % | PlayOffs                       |
| ------- | ----- | ------ | ----- | ----------- | -------------- | ------------------------------ |
| 1979    | 6     | 18     | 8     | 10          | 44,4           | nicht qualifiziert             |
| 1980    | 5     | 22     | 13    | 9           | 59,1           | nicht qualifiziert             |
| 1981    | 6     | 22     | 13    | 9           | 59,1           | nicht qualifiziert             |
| 1982    | 5     | 26     | 17    | 9           | 65,4           | nicht qualifiziert             |
| 1983    | 4     | 22     | 13    | 9           | 59,1           | im Viertelfinale ausgeschieden |
| 1984    | 3     | 24     | 18    | 6           | 75,0           | im Viertelfinale ausgeschieden |
| 1985    | 6     | 26     | 16    | 10          | 61,5           | im Halbfinale ausgeschieden    |
| 1986    | 10    | 26     | 10    | 16          | 38,5           | nicht qualifiziert             |
| 1987    | 12    | 26     | 6     | 20          | 23,1           | nicht qualifiziert             |
| 1988    | 5     | 24     | 13    | 11          | 54,2           | im Viertelfinale ausgeschieden |
| 1989    | 12    | 24     | 6     | 18          | 25,0           | nicht qualifiziert             |
| 1990    | 13    | 26     | 4     | 22          | 15,4           | nicht qualifiziert             |
| 1991    | 14    | 26     | 5     | 21          | 19,2           | nicht qualifiziert             |
| 1992    | 12    | 24     | 9     | 15          | 37,5           | nicht qualifiziert             |
| 1993    | 5     | 26     | 15    | 11          | 57,7           | im Viertelfinale ausgeschieden |
| 1994    | 9     | 26     | 13    | 13          | 50,0           | nicht qualifiziert             |
| 1995    | 5     | 26     | 17    | 9           | 65,4           | im Viertelfinale ausgeschieden |
| 1996    | 9     | 26     | 11    | 15          | 42,3           | nicht qualifiziert             |
| 1997    | 9     | 30     | 12    | 18          | 40,0           | nicht qualifiziert             |
| 1998    | 11    | 30     | 9     | 21          | 30,0           | nicht qualifiziert             |
| 1998/99 | 10    | 26     | 9     | 17          | 34,6           | nicht qualifiziert             |

## Trainerhistorie
- Bob Turner: 1979
- Dean Donnollon: 1980
- Bob Turner: 1981–1982
- Denis Kibble: 1983
- Dave Ankeney: 1984–1985
- Stephen Johansen: 1986–1987
- Owen Wells: 1987
- Ken Cole: 1988–1991
- Thomas Wisman: 1991–1996
- Shawn Dennis: 1997–1999

## Heimarena
- Broadmeadow Basketball Stadium (1979–1991)
- Newcastle Entertainment Centre (1992–1999)